# نذر الإسلام
القاضي نذر الإسلام (24 مايو 1899 - 29 أغسطس 1976) شاعر، وموسيقي، وثوري بنغالي مشهور قدم في أشعاره الثورية وحارب بقلمه الفاشية والطغيان. نال لقب شاعر الثورة بسبب حماسته ودفاعه عن العدل ومحاربته لكل أنواع العدوان والظلم وسعيه نحو العمل الوطني. كما يعتبر علم من أعلام الأدب البنغالي.
هو الشاعر البنغالي الكبير قاضي (لقب أسري وليس منصب) نذر الإسلام الذي لقب بـ (الشاعر المتمرد) لنضاله المستمر ضد الاستعمار البريطاني في شبه القارة الهندية.
ولد نذر الإسلام في محافظة بَردَمَان شرق الهند الحالية سنة 1899م في أسرة فقيرة، بدأ دراسته في الكُتّاب بقراءة القرآن الكريم، والتربية الإسلامية، وكان شغوفا بالأدب منذ الصغر، توفي والده وعمره عشر سنين، فاضطر نذر الإسلام الصغير إلى قطع الدراسة للبحث عن أسباب المعاش، فاشتغل عاملاً في أحد المخابز، ولكنه مع ذلك لم يترك ممارساته الأدبية، فكان يكتب القصائد والقصص وغيرها، ثم تركه ليشتغل في الجيش، ففي عام 1917م التحق نذر الإسلام بالجيش، وشارك في الحرب العالمية الأولى إلى جانب حلف التحالف، ثم ترك العمل العسكري سنة 1920م ليشارك في العمل الإعلامي، ودخل في سلك الإعلام عن طريق الكتابة في دورية «العصر الجديد»، وفي سنة 1921م ثارت ثورة تحرير الهند ضد الاستعمار الإنجليزي، فشارك نذر الإسلام في الثورة بكل ما يملك، وكتب قصيدته الشهيرة «التمرد» لقب على إثر كتابتها بالشاعر المتمرد، وفي عام 1922م أصدر جريدة باسم «قوس قزح» وكتب فيه قصيدته «ذكرى قدوم البشرى» حث فيها على مواصلة الجهاد ضد الاستعمار، فصودرت الجريدة، وفي نفس السنة أصدر ديوانه «حديث العصر» فصودر الكتاب واعتقل الشاعر من أجله. ثم خرج من السجن بعد سنة، فواصل جهاده ضد الاستعمار عن طريق كتاباته الأدبية، حتى أصيب بمرض فقد على إثره قوة الكلام سنة 1942م، فحاول الأطباء من الداخل والخارج علاجه، ولكن دون جدوى!. وبقي الشاعر بعد ذلك على تلك الحال حتى نالت بنغلاديش استقلالها من باكستان، ونقلت الشاعر من الهند إلى بنغلاديش مع أسرته ليقيم بها، ثم حاولت الحكومة علاج الشاعر، ولكن الله تعالى غالب على أمره، ففي سنة 1976م توفي الشاعر في مستشفى فِيجِي بعد أن قضى حياة حافلة في النضال والجهاد ضد الظلم والطغيان. ودفن بمقبرة جامعة داكا بجوار مسجدها الكبير نزولاً على رغبة الشاعر؛ لأنه كتب في إحدى قصائده: أخي ادفنني بجوار المسجد كي أسمع أذان المؤذن عشية وضحاها.
ومن أشهر كتبه: شاطئ العرب والتمرد ومرسى السفينة وحديث العصر وغيرها. وكانت تعكس في أغلب قصائده مجد الإسلام والمسلمين والاعتزاز بالحضارة الإسلامية، وكان لكتاباته صدى واسع على جمهور الشعب البنغالي، وقد فضله كثير من نقاد الأدب البنغالي على الشاعر البنغالي تاغور الذي حصل على جائزة نوبل في الأدب.

## روابط خارجية
- نذر الإسلام على موقع IMDb (الإنجليزية)
- نذر الإسلام على موقع الموسوعة البريطانية (الإنجليزية)
- نذر الإسلام على موقع ميوزك برينز (الإنجليزية)
- نذر الإسلام على موقع ميوزك برينز (الإنجليزية)
- نذر الإسلام على موقع ديسكوغز (الإنجليزية)